# Дёмин, Аристарх Александрович
Аристарх Александрович Дёмин (28 сентября или 29 сентября 1918 года — 3 января 1977) — советский терапевт, учёный и педагог.

## Биография
Родился 28 или  29 сентября 1918 года в селе Дергачи Самарской губернии, в семье православного священника, дьякона (позже протодьякона) Дёмина Александра Ивановича, расстрелянного в 1937 году и реабилитированного, за отсутствием состава преступления, в 1956-м. В 1936 году поступил на лечебный факультет Третьего Московского медицинского института, который окончил в 1941 году, прямо с началом Великой Отечественной войны. Вскоре вступил в ряды Красной армии.
Начал службу на должности младшего врача 1085-го стрелкового полка 322-й стрелковой дивизии Центрального фронта. Всю войну вместе со своим полком Дёмин провёл на передовой. Прошёл путь от младшего врача до военврача III ранга, закончил службу в звании капитана медицинской службы. Провёл множество сложных операций в военных госпиталях, спас жизни сотен тяжелораненых. Сам был дважды ранен: один раз получил осколочное ранение в руку прямо во время операции, которую сумел довести до конца, уже после извлечения попавшего осколка. Участвовал в боях за Москву, Воронеж, Курск, Киев, Житомир, Тернополь. В 1943 году вступил в ВКП(б).
В 1945 году был демобилизован, после чего продолжил обучение в ординатуре факультетской терапевтической клиники Московского медицинского института. После этого работал ассистентом на кафедре терапии санитарно-гигиенического факультета I Московского медицинского института имени И. М. Сеченова. Тогда же Дёмин начал заниматься научной деятельностью, изучая гипертоническую болезнь. Уже в 1949 году он защитил кандидатскую диссертацию на тему «Влияние бессолевого режима на течение гипертонической болезни». Доцент с 1951 года.
В 1953 году, по приглашению директора Новосибирского государственного медицинского института профессора Григория Залесского и по решению Министерства здравоохранения СССР Аристарх Александрович был направлен в Новосибирск, где в одно и то же время возглавил кафедру госпитальной терапии института и терапевтическую клинику кафедры, которая располагалась на базе областной больницы. В 1956 году стал профессором.
Под руководством Дёмина в Новосибирском медицинском институте на протяжении многих лет проводились исследования по различным направлениям внутренней патологии: затяжной септический эндокардит, диффузные болезни соединительной ткани, гематологические и нефрологические заболевания; вопросы краевой патологии, профессиональной патологии (вибрационная болезнь и пневокониозы), санаторно-курортного дела в Сибири, истории медицины, клинической казуистики.
Впервые в отечественной медицинской науке описал множественные врожденные артерио-венозные аневризмы конечностей, распознал полную врождённую блокаду сердца при болезни Толочинова-Роже, впервые в Сибири диагностирована и описана системная красная волчанка.
Занимал пост заместителя председателя Всесоюзного нефрологического и Всероссийского терапевтического научных обществ. Член правления Всесоюзного и Всероссийского научных обществ кардиологов, председатель Новосибирского общества терапевтов. Редактор редотдела «Артрология и ревматология» Большой медицинской энциклопедии АМН СССР (3-е издание). Им была создана оригинальная сибирская терапевтическая школа, успешно решающая современные задачи теоретической и практической медицины. Всего написал около 260 научных работ, в том числе нескольких сборников одной монографии.
Среди учеников Дёмина — профессора Лидия Сидорова, Валерий Галенок, Александр Финченко.
В 1974 году за свои заслуги на поприще медицины Дёмин был удостоен звания члена-корреспондента Академии медицинских наук СССР.
Скончался 3 января 1977 года на 59 году жизни после тяжелой болезни. Похоронен на Заельцовском кладбище Новосибирска (квартал 69).
В память об Аристархе Александровиче Дёмином в 2016 году на здании Новосибирской клинической больницы № 2 была открыта мемориальная доска.

### Семья
Аристарх Александрович был основателем династии врачей Дёминых. Сын — Александр Аристархович — медик, учёный, преподаватель НГМУ.

## Награды
Аристарх Александрович за свои боевые заслуги был награждён орденом «Отечественной войны» I степени (дважды), «Отечественной войны» II степени и «Красной Звезды», а также медалями — «За оборону Москвы», «За победу над Германией».